# Uwe Jensen (Politiker)
Uwe Jensen (* 10. März 1943 in Lürschau; † 29. Mai 2024) war ein deutscher Politiker (SPD). Er war von 1987 bis 1988 Zweiter Vizepräsident des Landtages von Schleswig-Holstein und von 1988 bis 1993 Staatssekretär im Justizministerium des Landes Schleswig-Holstein.

## Leben und Beruf
Nach dem Abitur leistete Jensen von 1962 bis 1964 seinen Wehrdienst ab und absolvierte anschließend ein Studium der Rechtswissenschaft an der Christian-Albrechts-Universität Kiel und der Philipps-Universität Marburg, welches er 1968 mit dem ersten juristischen Staatsexamen beendete. Nach dem Referendariat legte er 1971 auch das zweite Staatsexamen ab und war danach bis 1979 als Richter am Verwaltungsgericht Schleswig tätig. Seit 1993 war Jensen Rechtsanwalt in Schleswig.

## Persönliches
Uwe Jensen war verheiratet und hatte drei Kinder.
Im Mai 2024 starb er im Alter von 81 Jahren.

## Partei
Jensen trat 1969 in die SPD ein und gehörte ab 1975 dem Vorstand des SPD-Kreisverbandes Schleswig-Flensburg an.

## Abgeordneter
Jensen gehörte von 1974 bis 1986 dem Kreistag des Kreises Schleswig-Flensburg an und war von 1978 bis 2013 Mitglied der Gemeindevertretung von Borgwedel.
Von 1979 bis 1988 war Jensen Mitglied des Landtages von Schleswig-Holstein. Dort war er von 1983 bis 1987 stellvertretender Vorsitzender des Innen- und Rechtsausschusses und von 1983 bis 1988 justizpolitischer Sprecher der SPD-Landtagsfraktion. 1986 war er außerdem stellvertretender Vorsitzender des Untersuchungsausschusses Deponie Schönberg.1987/88 war Jensen Mitglied des Untersuchungsausschusses zur Barschel-Pfeiffer-Affäre. Nachdem in der konstituierenden Sitzung des 11. schleswig-holsteinischen Landtages am 2. Oktober 1987 der von der SPD-Fraktion ursprünglich vorgesehene Kandidat Alfred Schulz in zwei Wahlgängen die Mehrheit verfehlte, wurde schließlich Uwe Jensen von der Fraktion als Kandidat für das Amt des Zweiten Landtagsvizepräsidenten benannt und auch gewählt.
Uwe Jensen ist 1987 als direkt gewählter Abgeordneter des Wahlkreises Schleswig und davor stets über die Landesliste in den Landtag eingezogen. Sein bei der Landtagswahl am 8. Mai 1988 im Wahlkreis Schleswig gewonnenes Direktmandat nahm Jensen nicht an.

## Öffentliche Ämter
Am 31. Mai 1988 wurde Jensen zum Staatssekretär im Justizministerium des Landes Schleswig-Holstein ernannt. Nach dem Rücktritt von Ministerpräsident Björn Engholm und der Neubildung einer Landesregierung unter Heide Simonis schied Jensen am 19. Mai 1993 aus dem Amt.
Von 1998 bis 2013 war Uwe Jensen ehrenamtlicher Bürgermeister der Gemeinde Borgwedel.
Seit 2008 war Uwe Jensen stellvertretender Richter am Landesverfassungsgericht Schleswig-Holstein.